# Aulacus schoenitzeri
Aulacus schoenitzeri är en stekelart som beskrevs av Turrisi 2005. Aulacus schoenitzeri ingår i släktet Aulacus och familjen vedlarvsteklar. Inga underarter finns listade.